# کشتار سمیل
کشتار سمیل (به عربی: مذبحة سميل) واقعه ایست که در ۱۵ ربیع‌الثانی ۱۳۵۲ قمری مطابق با ۷ اوت ۱۹۳۳ میلادی به وقوع پیوست. متعاقب استقلال کشور عراق در سال ۱۹۳۰ و دست کشیدن انگلستان از آسوریان، دولت مرکزی عراق دست به کشتار آنان در روستای سمیل زد که در پی آن چند هزار تن از مردم بی دفاع آن اعم از زن و کودک کشته شدند. بعد از آن نیز دولت عراق ۶۵ روستا از ۹۵ روستا آسوری منطقه را به کل ویران کرد. بازماندگان این کشتار به سوریه رفته و در استان حسکه سکنا گزیدند.

## روز شهید آشوری
سالگرد کشتار سمیل هرساله توسط آشوریان به عنوان روز شهید آشوری گرامی داشته می‌شود.